# Takeo Okuno
Pour les articles homonymes, voir Okuno.
Okuno Takeo (奥野 健男 ; 25 juillet 1926 - 26 novembre 1997) est un critique littéraire japonais.

## Biographie
Okuno étudie au Tōkyō Kōgyō Daigaku (Université de technologie de Tokyo) avant de se tourner vers la littérature. C'est après la Seconde Guerre mondiale l'un des critiques littéraires les plus influents du Japon, qui contribue de manière significative à l'acceptation des auteurs femmes dans la littérature japonaise. Dans son ouvrage principal Bungaku ni okeru genfūkei, il passe en revue le paysage de la littérature moderne. Il est couronné en 1984 du prix Taiko-Hirabayashi pour Ma no kōzō.